# Troubles liés à HNRNPH2
 (octobre 2024).
Le trouble lié à HNRNPH2 est considéré comme un trouble neurodéveloppemental (TND) causé par une mutation hétérozygote du gène HNRNPH2 sur le chromosome Xq22,.
Ce gène (GenBank : NM_019597.4) code pour un membre d'une famille de ribonucléoprotéines nucléaires hétérogènes omniprésentes (HNRNP). Les HNRNP constituent un grand groupe de protéines de liaison à l’ARN possédant des propriétés distinctes de liaison aux acides nucléiques. Ces ribonucléoprotéines agissent comme une navette entre le noyau et le cytoplasme et agissent sur le pré-ARNm pour affecter positivement ou négativement l'assemblage des splicéosomes sur les sites d'épissage proches, contrôlant ainsi l'épissage du pré-ARNm,.
Les mutations génétiques HNRNPH2 se manifesteront par un phénotype neurodéveloppemental incluant un retard de développement, une déficience intellectuelle, une hypotonie et des crises d'épilepsie, entre autres caractéristiques. Étant donné que le trouble est lié au chromosome X et qu'il était initialement difficile d'identifier les patients de sexe masculin, on pensait initialement que le trouble affectait uniquement les femmes, les conceptions masculines n'étant pas viables. Des études plus récentes ont identifié des patients de sexe masculin, bien qu'ils soient encore nettement moins nombreux.

## Signes et symptômes
Les troubles liés à HNRNPH2 se manifestent généralement chez les enfants avant l’âge de 12 mois. Les symptômes sont un développement anormalement lent, en particulier dans le domaine du développement moteur. Après la première année, la majorité des enfants atteints de ces troubles présentent des troubles de la parole soit non verbaux, soit peu verbaux.
De nombreux soignants remarqueront des problèmes d'alimentation et signaleront des problèmes de poids anormaux et un retard de croissance accompagné de problèmes gastro-intestinaux persistants tels que la constipation chronique, le manque d'appétit et les difficultés à avaler.
De nombreux enfants développent des problèmes orthopédiques tels que la scoliose et la dysplasie de la hanche, et presque tous les enfants souffrent d'hypotonie (diminution du tonus musculaire) entraînant des difficultés à marcher et à effectuer d'autres formes de mouvement.
Près des trois quarts des enfants ont des problèmes de vision, la majorité d'entre eux signalant un strabisme (yeux qui louchent), et de nombreux patients souffrent de troubles du traitement sensoriel et d'autres problèmes sensoriels.
Près de la moitié des personnes atteintes de troubles liés à HNRNPH2 ont souffert de convulsions, la première crise étant signalée la première à l'âge de trois ans et la dernière à l'âge de trente-quatre ans.

## Prévalence
Le trouble lié à HNRNPH2 est décrit comme étant une maladie ultra-rare ; en 2021, 33 cas ont été diagnostiqués dans le monde.

## Diagnostic et traitement
Un diagnostic positif de trouble lié à HNRNPH2 est confirmé par l'examen des rapports génétiques de séquençage de l'exome entier par des professionnels de la santé qualifiés ainsi que par des informations supplémentaires fournies par les principaux soignants.
Il n’existe actuellement aucun remède pour les troubles liés à HNRNPH2, même si tous les patients n’ont pas besoin d’un traitement ou de thérapies supplémentaires.
Il est important de consulter des spécialistes en neurologie pédiatrique, en orthopédie pédiatrique, en gastro-entérologie pédiatrique et en ophtalmologie pédiatrique.
Les thérapies connues pour être bénéfiques pour les patients atteints de troubles liés à HNRNPH2 comprennent la physiothérapie, l'ergothérapie et l'orthophonie. Certains patients suivent un traitement et des médicaments supplémentaires contre l'anxiété, les problèmes gastro-intestinaux, les convulsions, etc. Chaque patient doit travailler avec son équipe médicale pour développer le programme thérapeutique approprié qui répondra à ses besoins spécifiques.